# Маршалловско-российские отношения
Маршалловско-российские отношения — двусторонние дипломатические отношения между Маршалловыми Островами и Россией.

## История
Дипломатические отношения между странами были установлены 6 августа 1992 года.
Официальные контакты довольно регулярны и происходят в основном на площадке международных форумов. Наиболее стабильным форматом является механизм ежегодных встреч министра иностранных дел России Сергея Лаврова с высокими представителями малых островных государств Тихого океана.
В 2009 году Маршалловы Острова выступили с инициативой налаживания партнёрских отношений с Санкт-Петербургом. В ответ в январе 2010 года было предложено установить партнёрские отношения с Кронштадтом. Маршалловы Острова заявили о своей заинтересованности в координации усилий по борьбе с изменением климата, налаживании сотрудничества в сферах туризма, образования, морских коммуникаций и реагирования на чрезвычайные ситуации. Они являются участником финансируемого Россией проекта Программы развития ООН «Повышение устойчивости тихоокеанских малых островных государств к бедствиям».
Прошло более 6 встреч на полях сессий Генеральной Ассамблеи ООН в Нью-Йорке. Маршалловы Острова являются участникомСовместного коммюнике Министра иностранных дел России и высоких представителей развивающихся островных государств Тихого океана 2012 года.
В апреле 2013 года состоялся первый в истории визит официальных представителей России на Маршалловы Острова. Столицу Маршалловых Островов Маджуро посетила делегация Организационного комитета по продвижению российской заявки на право проведения Всемирной выставки «ЭКСПО-2020» в Екатеринбурге во главе с первым заместителем председателя Комитета Совета Федерации по федеративному устройству, региональной политике, местному самоуправлению и делам Севера Аркадием Чернецким.
В мае 2013 года Маршалловы Острова приняли участие в Азиатско-Тихоокеанском Энергетическом Форуме «АТЭФ-2013» под эгидой ЭСКАТО во Владивостоке. На полях форума министр энергетики страны вместе со своими коллегами из южной части Тихого океана обратился к министру энергетики России Александру Новаку с просьбой создать на их территории центр торговли нефтепродуктами с участием заинтересованных российских компаний.
В августе 2013 года Сергей Лавров направил ответное послание министра иностранных дел Маршалловых Островов Филлипа Муллера, ранее приглашавшего главу МИД России принять участие в 44-м саммите Форума тихоокеанских островов в Маджуро (3—6 сентября 2013 года). Российскую сторону представляла делегация во главе с советником президента Российской Федерации, специальным представителем Президента РФ по вопросам климата Александром Бедрицким.
В августе 2013 года правительству Маршалловых Островов была предоставлена российская финансовая гуманитарная помощь в размере 125 тысяч $ для подготовки и проведения 44-го саммита Форума тихоокеанских островов.
2—6 ноября 2015 года в Санкт-Петербурге начальник следственного управления Управления Генерального аудитора Маршалловых Островов Джетон Анджайн принял участие в 6-й сессии Конференции государств-участников Конвенции ООН против коррупции.
14—18 октября 2017 года спикер парламента Маршалловых Островов Кеннет Кеди посетил Санкт-Петербург для участия в 137-й Ассамблее Межпарламентского союза. С 29 октября ппо 11 ноября 2017 года представители Маршалловых Островов прошли обучение на краткосрочных курсах Дипломатической академии МИД России для малых островных развивающихся государств Тихого океана в Москве.
В 2018 году Россию посетила президент Маршалловых Островов Хильда Хайн.